# Mitromorpha exigua
Mitromorpha exigua is een slakkensoort uit de familie van de Mitromorphidae. De wetenschappelijke naam van de soort is voor het eerst geldig gepubliceerd in 1884 door Von Maltzan.